# Seleukovská éra

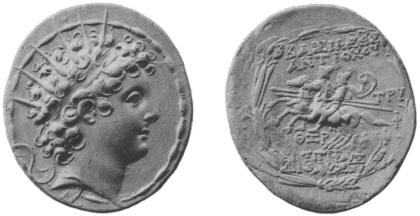
Mince Antiocha VI.

Seleukovská éra byl systém číslování let používaný v Seleukovské říši a dalších zemích patřících k starověkým helénským civilizacím. Éra je datována od návratu Seleuka I. Níkátora do Babylónu ze svého exilu v Ptolemaiovském Egyptě roku 311 př. n. l., považovaném Seleukem a jeho dvorem za základnu Seleukovské říše. Zavedení nové éry je zmíněno v jedné z babylonských kronik, kronice Diadochi.
Seleukovská éra v sobě mísila řecké a babylonské prvky, kde podkladem byl jak sluneční, tak i měsíční cyklus. Jeden rok měl 12 měsíců, přestupný pak měsíců 13, přičemž během 19 let se vkládalo 7 přestupných roků.
Seleukovský kalendář byl vytvořen pro dvě různé skupiny uživatelů:
1. Místní lidé říše používali babylonský kalendář, ve kterém nový rok spadal na 1 Nisan (3. duben 311 př. n. l.), takže v tomto systému rok 1 Seleukovské éry zhruba korespondoval s obdobím od dubna 311 př. n. l. do března 310 př. n. l.
2. Makedonský dvůr převzal babylonský kalendář (nahrazený názvy makedonských měsíců), který ale počítal se zahájením roku na podzim (přesné datum je neznámé). V tomto systému rok 1 Seleukovské éry odpovídá intervalu od podzimu roku 312 př. n. l. do léta roku 311 př. n. l.

Tyto rozdíly v začátku datování samozřejmě mohou způsobit, že se jednotlivá data mohou lišit. Bickerman udává tento příklad:
například obnovení Jeruzalémského chrámu Judou Makabejským, provedené přibližně 15. prosince 164 př. n. l., připadá na rok 148 Seleukovské éry podle židovského (a babylonského) počítání, ale na rok 149 podle dvora.
Seleukovská éra byla používána až do šestého století n. l., např. Zebedský nápis v Sýrii má datum 24 Gorpiaios, 823 (24. září, 512 n. l.).